# Babino Polje
Babino Polje – wieś w Chorwacji, w żupanii dubrownicko-neretwiańskiej, w gminie Mljet. W 2011 roku liczyła 270 mieszkańców.
Jest największą miejscowością wyspy Mljet. Leży w środkowej części wyspy, nad doliną krasową Babino polje. Uprawa się tu winorośl i oliwki. Główne zabytki miejscowości to XV-wieczny kościół parafialny pw. św. Błażeja i również XV-wieczny Pałac Książęcy.